# Elektroniczna niania
Elektroniczna niania - urządzenie umożliwiające utrzymywanie kontaktu słuchowego z dzieckiem, znajdującym się w innym pomieszczeniu i poza zasięgiem wzroku opiekuna. Urządzenia te wykorzystują fale radiowe. 
Zestaw składa się z 2 części:
- urządzenia montowanego przy łóżeczku dziecka z mikrofonem;
- odbiornika z głośnikiem.